# Bangar
Bangar (wł. Perkhemahan Bangar) – miasto we wschodnim Brunei, nad rzeką Sungai Temburong. Stolica dystryktu Temburong.
W mieście znajdują się m.in.: szpital Pengiran Isteri Hajjah Mariam Hospital, oddział banku Bank Islam Brunei Darussalam oraz posterunek policji Pekan Bangar.
Do Bangar dostać się można drogą wodną ze stolicy Brunei, Bandar Seri Begawan.
W mieście brak transportu publicznego, istnieją jednak taksówki.
Z Bangar wychodzą 4 drogi. Na zachód, do granicy z malezyjskim dystryktem Limbang biegnie droga Jalan Ujong. Na wschód, do granicy z malezyjskim dystryktem Lawas prowadzi droga Jalan Labu, którą dojechać można do Peradayan Forest Reserve. Na południe, zachodnim brzegiem Sungai Temburong, wiedzie droga Jalan Batang Duri, kończąca się w Batang Duri. Również na południe, lecz przeciwnym brzegiem rzeki wiedzie krótka droga Jalan Kobur Sememang.
Według danych szacunkowych na rok 2013 liczy 3889 mieszkańców.